# Goede tijden, slechte tijden (seizoen 4)
Het vierde seizoen van Goede tijden, slechte tijden startte op 30 augustus 1993. Het seizoen werd elke werkdag uitgezonden op RTL 4. In september 2011 werd het volledige seizoen uitgebracht op dvd.

## Verhaal

### Helen en Peter
In de voorgaande seizoenen zagen we hoe Helen en Peter nadat Peter van school afgaat steeds dichter naar elkaar toegroeien. Peter kwam tot de ontdekking dat de ouders die hij voor zijn echte ouders aanzag enkel pleegouders zijn en hij dus niet weet wie zijn echte ouders zijn. Als Helen weer in contact komt met Rolf Huygens, waar ze destijds een affaire mee had, komt aan het licht dat de zoon die daaruit voortkwam niet vlak na de geboorte overleden is, zoals ze Helen hebben wijsgemaakt, maar nog steeds rondloopt. Rolf Huygens komt er via Willem Kelder achter dat Peter Helens zoon is, maar omdat hij er bang voor is dat Peter het Helen kwalijk neemt dat hij een afschuwelijke jeugd had vertelt Rolf dit Helen niet. Martine Hafkamp en mevrouw Barendsen, de verpleegkundige die destijds bij de bevalling van Helen hielp weten ook dat Peter Helens zoon is. Als in het derde seizoen Agaath Huygens op sterven ligt, wil die Rolf buitenechtelijke kind vinden om het bedrijf aan af te staan, aangezien haar dochter daar geen interesse in had. Martine probeerde hier koste wat het kost een stokje voor te steken omdat zij zelf een zwakbegaafde zoon van Rolf had die nooit is erkend. Helen komt dan ook pas aan het eind van dit seizoen tot de ontdekking dat Peter haar zoon is doordat Suzanne haar een ketting toont die ze van Peter gekregen heeft, deze ketting was het enige wat Peter van zijn moeder had. Helen had hem dit kettinkje in zijn truitje gestoken toen Peter haar afgenomen werd. Als Helen op het punt staat Peter te vertellen dat zij zijn moeder is, kan zij dit niet opbrengen. Mede omdat Peter voor de zoveelste keer driftig wordt. Helen is bang dat Peter haar de schuld van zijn jeugd geeft, niet wetende dat Helen nooit van zijn bestaan wist. Peter krijgt in dit seizoen dus niet te horen wie zijn moeder is. Helen verteld alleen aan haar beste vriendin Wil de Smet, aan de moeder van Peters zoontje Suzanne, en aan haar huisarts en pleegzoon Simon dat zij Peters moeder is.

### Marieke en Janine
Daniël komt toevallig tot de ontdekking dat Gijs Vollaards, die Marieke destijds misbruikte, niet Mariekes echte vader was maar haar pleegvader. Na wat research komt Janine tot de ontdekking dat Marieke haar zusje is. Hun ouders leven niet meer, al zijn daar nooit gegronde bewijzen voor geweest. Dat is ook de reden dat Marieke in de krant een contactadvertentie zet. Er komt een man op deze advertentie af die Marieke belooft haar ouders terug te vinden als zij maar betaalt. Marieke begint met stelen omdat ze anders niet aan het geld kan komen. Uiteindelijk wordt deze man door Daniël ontmaskerd, die al eens eerder aanvaringen met hem gehad had. De band tussen Marieke en Janine wordt alleen maar hechter hierdoor.

### Daniëls kidnapping
Er wordt al een tijd overlast veroorzaakt op het bureau Flash en in eerste instantie wordt gedacht dat dit dezelfde man is die Marieke lastigviel maar later ontdekt Daniël dat het iets met Nettie, het kind dat bij hem en Jeanne destijds in huis woonde, te maken heeft. Daniël wordt met een anoniem telefoontje naar een leegstaand pand gelokt waar hij letterlijk in de val wordt gelokt. Hier wordt hij door de doorgedraaide vader van Nettie vastgehouden die Daniël als bedreiging voor haar ziet. Ondertussen beginnen Daniëls vrienden zich langzaam zorgen te maken waar hij blijft. Om dit te voorkomen moet Daniël van zijn ontvoerder een kaart schrijven dat hij op vakantie is. Daniël schrijft in de kaart dat hij in een mooi hotel zit, bijna net zo mooi als het hotel CELU waar Mickey en Janine gelogeerd hebben. Janine maakt hier dus uit op, aangezien zij en Mickey door mensen van de CELU een tijd ontvoerd zijn geworden, dat Daniël in gevaar is, en nadat zij met hulp van Arnie en Stan een aantal leegstaande fabrieksterreinen doorgezocht hebben vinden ze Daniël en bevrijden ze hem.

### Simons depressie
Als Arthurs moeder door haar eigen koppigheid in coma raakt, geeft Arthur Simon daar de schuld van. Simon trekt zich dit heel erg aan en begint met drinken, hoeveel de mensen in zijn omgeving hem duidelijk willen maken wat voor goede dokter hij is, zelf blijft hij het niet geloven. Ook nadat Tracy ontwaakt uit haar coma blijft dit doorgaan, niemand krijgt Simon iets aan zijn verstand gepeuterd, zelf Janine en Helen niet. Het komt zover dat Simon Helen de deur uitzet. Als Simon even later, helemaal van de Aarde, met Martine Hafkamp het bed induikt is voor Janine ook de maat vol, ze gaat bij Simon weg. Simon verliest langzaam iedereen die hem dierbaar is; Linda is er voor hem, maar zij vindt het ook moeilijk. Hij schrijft zichzelf medicijnen voor die hij niet mag gebruiken om deze vervolgens met alcohol in te nemen en hij krijgt langzaam waanbeelden. Als hij daardoor uit zijn huis ontsnapt kan Linda hem nergens meer vinden. Totdat hij door een auto aangereden bleek te zijn en in het ziekenhuis beland. Wanneer hij daar door de hulp van Roos geneest ziet hij in hoe fout hij bezig is geweest, hij wil echter nog steeds geen dokter meer zijn en gaat beginnen met fotograferen

## Rolverdeling

### Vaste cast
Het vierde seizoen telt 190 afleveringen (afl. 561-750)
| Acteur                   | Personage         | Afleveringen            |
| ------------------------ | ----------------- | ----------------------- |
| Antonie Kamerling        | Peter Kelder      | 561–585                 |
| Reinout Oerlemans        | Arnie Alberts     | Hele seizoen            |
| Ingeborg Wieten          | Suzanne Balk      | 561–614 • 628 • 641–750 |
| Rick Engelkes            | Simon Dekker      | 561–744                 |
| Babette van Veen         | Linda Dekker      | Hele seizoen            |
| Wim Zomer                | Daniël Daniël     | Hele seizoen            |
| Brûni Heinke             | Helen Helmink     | Hele seizoen            |
| Bartho Braat             | Jef Alberts       | Hele seizoen            |
| Lotte van Dam            | Dian Alberts      | 561–573                 |
| Jette van der Meij       | Laura Selmhorst   | Hele seizoen            |
| Wilbert Gieske           | Robert Alberts    | Hele seizoen            |
| Wik Jongsma              | Govert Harmsen    | Hele seizoen            |
| Martin van Steijn        | Mickey Lammers    | 561–618 • 676–750       |
| Casper van Bohemen       | Frits van Houten  | Hele seizoen            |
| Sabine Koning            | Anita Dendermonde | Hele seizoen            |
| Inge Ipenburg            | Martine Hafkamp   | Hele seizoen            |
| Jimmy Geduld             | Arthur Peters     | Hele seizoen            |
| Guusje Nederhorst        | Roos de Jager     | Hele seizoen            |
| Caroline De Bruijn       | Janine Elschot    | Hele seizoen            |
| Nathalie Mourits         | Marieke de Moor   | Hele seizoen            |
| Carola Gijsbers van Wijk | Wil de Smet       | 561–585 • 633 • 647–750 |

### Nieuwe rollen
De rollen die in de loop van het seizoen werden geïntroduceerd als belangrijke personages
| Acteur         | Personage     | Afleveringen |
| -------------- | ------------- | ------------ |
| Hilde de Mildt | Sylvia Merx   | 571–750      |
| Paul Groot     | Stan Nijholt  | 591–750      |
| Reyhan Erdogan | Fatima Yilmaz | 608–750      |

### Terugkerende rollen
De rollen die in de loop van het seizoen terugkwamen na een tijd afwezigheid
| Acteur               | Personage          | Afleveringen |
| -------------------- | ------------------ | ------------ |
| Tom van Beek         | Herman Hogendoorn  | 575–592      |
| Tim Immers           | Mark de Moor       | 579-619      |
| Antoinette van Belle | Stephanie Kreeft   | 643-660      |
| Isa Hoes             | Myriam van der Pol | 749-750      |

### Bijrollen
| Acteur                            | Personage                        | Afleveringen                                                            |
| --------------------------------- | -------------------------------- | ----------------------------------------------------------------------- |
| Sasja Brouwers                    | Madelon Schroevers               | 575                                                                     |
| Jeroen Engeln                     | Receptionist                     | 575                                                                     |
| Rene Peters                       | Versierder                       | 575                                                                     |
| Fred Velle                        | Ober                             | 575                                                                     |
| Bert van den Dool                 | Gerard Dendermonde               | 574-580                                                                 |
| Jan Willem Bakker                 | Rutger                           | 581                                                                     |
| Jay Borg                          | Radiomedewerker 9                | 582 - 583                                                               |
| Querine van Emmerik               | Meisje 2                         | 581 • 583 - 584                                                         |
| Jan de Groot                      | Henry                            | 584                                                                     |
| Frits Lambrechts                  | Willem Kelder                    | 579-586                                                                 |
| Raymond Jaminé                    | Gaston Vandenbroucke             | 552-565 • 576 • 581-588                                                 |
| Koos van de Knaap                 | Politieagent                     | 584-588                                                                 |
| Arthur Boni                       | Ambtenaar burgerlijke stand      | 588 - 5                                                                 |
| Hans van der Linden               | Marechaussee                     | 589 - 590                                                               |
| Hans van Hechten                  | Advocaat Van Kemenade            | 591                                                                     |
| Guy Sonnen                        | Hidde van Maarssen               | 564-579 • 589-595                                                       |
| Fred Langerak                     | Barman Harry                     | 575-597                                                                 |
| Ed Bauer                          | Charles de Koning                | 591•595•597                                                             |
| Gert den Boer                     | Jules                            | 591•594•597                                                             |
| Pamela Teves                      | Notaris Scherpenzeel             | 590• 596-599                                                            |
| Peter de Gelder                   | Jack Ribbens                     | 587-602                                                                 |
| Eric Jaspers                      | John                             | 587-590 • 598-602                                                       |
| Joost Laterveer                   | Junkie Niels                     | 587-590 • 598-602                                                       |
| Mattijn Hartemink                 | Jeroen                           | 603-604                                                                 |
| Ingmar Loof                       | Zwerversjongen                   | 603-604                                                                 |
| Arianne Fennema                   | Wies Veldman                     | 581-605                                                                 |
| Marjolijn Akkermans               | Ellie Ribbens                    | 595-596 • 603 • 605                                                     |
| Annemiek Beck                     | Verpleegster                     | 607                                                                     |
| Paulien Zuiderhoek                | Alexandra Huygens                | 597-612                                                                 |
| Henny Weel                        | Claire de Moor                   | 611-619                                                                 |
| Loes Piller                       | Model 1                          | 619                                                                     |
| Annette Nijder                    | Agnes Nijholt                    | 601-620                                                                 |
| Guus Dam                          | Jos de Graaf                     | 607-620                                                                 |
| Ingrid Willemse                   | Journaliste                      | 619-620                                                                 |
| Lucas Dietens                     | Adriaan van Dorland              | 579-592 • 622                                                           |
| Marja Huyen                       | Dame                             | 622                                                                     |
| Ineke Cohen                       | Brune Elschot                    | 620-623                                                                 |
| Anna Grott                        | Journaliste                      | 623                                                                     |
| Erik Krediet                      | Journalist                       | 623                                                                     |
| Marcel Bertsch                    | Dokter Van Kampen                | 616-618 • 626                                                           |
| Erik de Bruyn                     | Masseur                          | 627                                                                     |
| Nico Schaap                       | Baas confectie atelier           | 628                                                                     |
| Corrie Brocken                    | Secretaresse kostschool          | 629                                                                     |
| Maud Loth                         | Tracy Peters                     | 610-630                                                                 |
| Frank Nendels                     | Dealer                           | 633                                                                     |
| Adiel Schraven                    | Meid 1                           | 633                                                                     |
| Patricia Klaassen                 | Meid 2                           | 633                                                                     |
| Wolf Remlee Pheil                 | Hell's Angel                     | 635                                                                     |
| Veronique Obrie                   | Vriendin van Hell's Angel        | 635                                                                     |
| Dick Cohen                        | Magere jongen                    | 635                                                                     |
| Piet Bestebroer                   | Uitsmijter                       | 635                                                                     |
| Mark Kleuskens                    | Assistent                        | 636                                                                     |
| Roemer Daalderop                  | Journalist                       | 619•636                                                                 |
| Bram Legerstee                    | Fotograaf                        | 623•636                                                                 |
| Jeroen van de Noort               | Student                          | 638                                                                     |
| Dick Rienstra                     | Wim Freriks                      | 636•639                                                                 |
| Rudolf Damste                     | Juwelier                         | 640                                                                     |
| Nobert Kaart                      | Zware jongen                     | 631 • 634 • 638 • 640                                                   |
| Stan Limburg                      | Bezorger                         | 642                                                                     |
| Cello Hoekstra                    | Frans                            | 604-619 • 626-629 • 634 • 640-643                                       |
| Frits Jansma                      | Brandweerman 1                   | 643                                                                     |
| Jan Pieterman                     | Brandweerman 2                   | 643                                                                     |
| Elsa Jansen                       | Verpleegster                     | 641-642 • 644                                                           |
| Susanne Severeid                  | Yolanda van Lier                 | 562-569 • 626-645                                                       |
| Hein Boele                        | Ruud Hooman                      | 630-645                                                                 |
| Hans Karsenbarg                   | Dokter Schots                    | 644-645                                                                 |
| Gert-Jan Louwe                    | Koerier                          | 640-645                                                                 |
| Arie Hage                         | Bouwvakker                       | 646                                                                     |
| Joop van der Linden               | Bouke Wagenaars                  | 626-647                                                                 |
| Cilly Dartell                     | Carina Coster                    | 648                                                                     |
| Filip Bolluyt                     | Lex Zandstra                     | 608-623 • 646 • 650                                                     |
| Wouter ten Pas                    | Dr. Bart Botteman                | 624-650                                                                 |
| Wouter Westgeest                  | Floris Zandstra                  | 598-599 • 604 • 612 • 629 • 643 • 650-652                               |
| Edna Kalb                         | Sollicitante                     | 653                                                                     |
| David Asser                       | Paardenbezorger                  | 653                                                                     |
| Eric Krediet                      | Dronken man                      | 655                                                                     |
| Harrie Huijs                      | Makelaar                         | 656                                                                     |
| Neville Powis                     | Chris Lewis                      | 651 • 655 • 657 - 658                                                   |
| Paul Gieske                       | Anton Bering                     | 654 • 656 • 657 - 658                                                   |
| Marijke Frijlink                  | Dokter Mulder                    | 653 • 659                                                               |
| Seraphine Bottenberg              | Receptioniste                    | 659                                                                     |
| Hans van der Laarse               | Pleizier                         | 657-660                                                                 |
| Stef Feld                         | Geel                             | 657-660                                                                 |
| Rowena Facee Schaeffer            | Stewardess                       | 660                                                                     |
| Leo Straus                        | Parkwachter                      | 661                                                                     |
| Hans Beijer                       | Deurwaarder                      | 625 • 650 • 662                                                         |
| Fred Meijer                       | Arend Langeboom                  | 662 - 663                                                               |
| Nienke Sikkema                    | Bankmanager                      | 664                                                                     |
| Reinier Heideman                  | Henri Boelens/Bert Boelens       | 654 • 661-670                                                           |
| Evert Holtzer                     | Grosfeld                         | 667 • 670                                                               |
| Martin van Tulder                 | Van Nieuwkerk                    | 667 • 670                                                               |
| Ruud Westerkamp                   | Dokter Veldkamp                  | 670                                                                     |
| Silvio Ferrero                    | Van den Bosch                    | 671                                                                     |
| Peter Hoeksema                    | Philip Schellinghout             | 597-600 • 661-673                                                       |
| Griete van den Akker              | Mevr. Smallinga                  | 673                                                                     |
| Jack Bontekoe                     | Postbode                         | 642 • 652 • 674                                                         |
| Tessa Taminiau                    | Nettie Boelens                   | 653-654 • 660-661 • 674-675                                             |
| Cees Roodnat                      | Zakenman                         | 677                                                                     |
| Gerard Derwort                    | Secretaris                       | 677                                                                     |
| Joep Dorren                       | Gerjan Vochteloo                 | 664-678                                                                 |
| Herman Zumpolle                   | Hans Ribbens                     | 579-603 • 676-678                                                       |
| Bart Budel                        | Ambulancebroeder                 | 678                                                                     |
| Ernest Snoeck                     | Reporter                         | 678                                                                     |
| Ger Smit                          | Rechercheur Bronkhorst           | 673 • 679-680                                                           |
| Tanja Jess                        | Meisje 1                         | 680                                                                     |
| Pieternel Pouwels                 | Meisje 2                         | 680                                                                     |
| Paul Scheerder                    | Man                              | 681                                                                     |
| Bert Stegeman                     | Dokter Limburg                   | 681 • 683                                                               |
| Jan Ad Adolfsen                   | Dokter                           | 683                                                                     |
| Jenny Mijnhijmer                  | Politieagente                    | 585-588 • 615 • 681-684                                                 |
| Elle van Rijn                     | Leida Schimmelpennincx           | 661-684                                                                 |
| Johan de Vries                    | Jules Schimmelpennincx           | 666 • 672-684                                                           |
| Joke van den Berg                 | Bestuurslid 1                    | 664 • 667 • 671 • 677 • 684                                             |
| Wim Wiertz                        | Bestuurslid 2                    | 664 • 667 • 671 • 677 • 684                                             |
| Andre Stevens                     | Barkeeper Bert                   | 581 • 590 • 686                                                         |
| Ralf Grevelink                    | Fred                             | 686                                                                     |
| Mark Boode                        | Koerier                          | 616 • 690                                                               |
| Jasper Faber                      | Sjors                            | 694-695                                                                 |
| Veronique Vlasman                 | Oppas                            | 695                                                                     |
| Donald De Marcas                  | Nieuwslezer                      | 697                                                                     |
| Mart Engeln                       | Willem Hogenhorst                | 697                                                                     |
| Shantiprakash Mohan Persad        | Vader Anand                      | 694 • 698                                                               |
| Satwatie Mohan Persad             | Moeder Anand                     | 694 • 698                                                               |
| Marja Huyen                       | Klant LindaLook                  | 700                                                                     |
| David van Lunteren                | Leo                              | 652-665 • 691-702                                                       |
| Jort de Bosch Kemper              | Henk                             | 652-665 • 692 • 701-702                                                 |
| Friso Meijer                      | Patrick                          | 652-665 • 692-694 • 701-702                                             |
| Oren Schrijver                    | Menno                            | 652-665 • 692-694 • 701-702                                             |
| Martin Dünkelgrün                 | Bernard                          | 652-665 • 692-694 • 701-702                                             |
| Branko Dijkstra                   | Gitarist                         | 701-702                                                                 |
| Eke van Berge Henegouwen          | Sonja de Wijs                    | 652-665 • 692-694 • 701-704                                             |
| Ashwin Mohan Persad               | Deepak Anand                     | 694-704                                                                 |
| Mike Martin                       | Technicus                        | 704                                                                     |
| Cécile van der Poel               | Docente                          | 701                                                                     |
| Tom Vreriks                       | Jongen 1                         | 704                                                                     |
| Florian Mol                       | Jongen 2                         | 704                                                                     |
| Albert Zweep                      | Jaap Koetsier                    | 709                                                                     |
| Jack Monkau                       | Frenk Peters                     | 610-630 • 695-711                                                       |
| Wolf Remlee Pheil                 | Fred                             | 708-711                                                                 |
| Arnica Elsendoorn                 | Reisagente                       | 711                                                                     |
| Arnoud Bos                        | Bartje Bruining                  | 704-712                                                                 |
| Barbara Barendrecht               | Klant LindaLook                  | 713                                                                     |
| Henk Elich                        | Roderick Verhulst                | 669-715                                                                 |
| Olaf Wijnants                     | Erik Linschoten                  | 578-597 • 616-617 • 632-642 • 671-673 • 710-716                         |
| Peter Ramaker                     | Schurk 2                         | 715-716                                                                 |
| Ton Pompert                       | Onno P. Wassenaar                | 674-717                                                                 |
| Theo Versteeg                     | Ober sociëteit                   | 682-685 • 697-699 • 704 • 713-717                                       |
| Boudewijn van Huizen              | Rechercheur Van Heteren          | 619 • 646-647 717                                                       |
| Jos Veldhuizen                    | Schurk 1                         | 715-717                                                                 |
| Willem Westermann                 | Internist Bolhuis                | 718-719                                                                 |
| Gerard De Munnik                  | Zwerver                          | 719-720                                                                 |
| Verschillende Kinderen Jurre Haak | Guusje Balk                      | 646-722                                                                 |
| Hans de Munter                    | Gynaecoloog                      | 722-723                                                                 |
| Pim van den Heuvel                | Pandjesbaas                      | 724                                                                     |
| Karin van As                      | Yvonne                           | 730                                                                     |
| Peter Sterk                       | Ziekenbroeder                    | 730                                                                     |
| Sophie Drossaers                  | Hannie van der Kroeft            | 564 • 575 • 580-588 • 593 • 607 • 666 • 680 • 691 • 704-706 • 717-733   |
| Sih Ali Yalçiner                  | Hassan Yilmaz                    | 619 • 631 • 648 • 718-733                                               |
| Ger Otte                          | Kassier                          | 731 • 733                                                               |
| Willy van der Griendt             | Dame                             | 733                                                                     |
| Johan Hobo                        | Psycholoog                       | 733                                                                     |
| Bert Verploegh Chassé             | Medewerker casino                | 731-738                                                                 |
| Linda Hooft                       | Lerares                          | 728 • 735 • 739                                                         |
| Ron Boszhard                      | Jos / barman Rozenboom           | 575 • 587 • 651-658 • 672-679 • 687-693 • 708-719 • 728-730 • 738 • 740 |
| Servaes Wouters                   | Dhr. Van Beek                    | 740                                                                     |
| Cecile van der Poel               | Lerares                          | 659 • 735 • 739 741                                                     |
| Marja Bakker                      | Secretaresse Linskens            | 741-742                                                                 |
| Koos van der Knaap                | Rechercheur vreemdelingenpolitie | 724 • 740-743                                                           |
| Bert Champagne                    | Dhr. Linskens                    | 742 • 744                                                               |
| Patrick Brunsveld                 | Wessel                           | 711-745                                                                 |
| Hidde Schols                      | Dirk                             | 712-745                                                                 |
| Tamer Avkapan                     | Hakan Özol                       | 722 • 733-745                                                           |
| Hans van Raam                     | Rechercheur vreemdelingenpolitie | 737 • 740 • 745                                                         |
| Nicole Stevens                    | Lies Overveen                    | 739 • 743 • 745                                                         |
| Rob van de Meeberg                | Martin van Buuren                | 727 • 735-736 • 738 • 740 • 746                                         |
| Alfred Koch                       | Hans van der Gragt               | 735-736 • 740 • 742 • 745-746                                           |
| Coby Timp                         | Nora Daniël                      | 562-577 • 743-748                                                       |
| Jentine de Boer                   | Betty Kroone                     | 741-742 • 747-748                                                       |
| Frans Kokshoorn                   | Geert Veenstra                   | 745-748                                                                 |
| Annelies Balhan                   | Marja Ducroo                     | 744-746 • 749                                                           |
| Rob Krot                          | Ambtenaar burgerlijke stand      | 749                                                                     |
| Arlette Aarts                     | Ellen van Laar                   | 581-584 • 595 • 604 • 609 • 626 • 749-750                               |
| Jaap Postma                       | Koen Heeze                       | 685-750                                                                 |
| Truus te Selle                    | Tessel van Benthem               | 721-750                                                                 |
| Coney van Manen                   | Anne de Jager                    | 749-750                                                                 |
| Deirdre Buurman                   | Cateringmeisje 1                 | 749-750                                                                 |
| Corine van Opstal                 | Cateringmeisje 2                 | 749-750                                                                 |